# Crt0
crt0 (познат и као c0) је скуп извршних покретачких рутина повезаних са C програмом који обавља све иницијаторске послове који су потребни пре позива главне програмске функције. Он преузима форму објекта названог  crt0.o, , често написаном у асемблерском језику који је аутоматски повезан са сваким извршним фајлом који гради.
crt0 садржи већину основних делова библиотеке извршавања. Као такав, извршни посао који се обавља зависи од програмског преводиоца, оперативног система и C-ове стандардне библиотеке имплементација. Поред инцијалног рада који захтева системска околина и ланца алатки, crt0 може обављати додатне операције које дефинише програмер, као што је покретање C++  глобалног конструктора и омогућавање да C функција носи ГНУ-ов((конструктор)) атрибут.
"crt" означава "Ц извршење", а нула означава "прави почетак". Ипак, када су програми преведени помоћу ГЦЦ-а поред C-а користи и друге програмске језике. Алтернатива crt0 је доступна само у посебним случајевима; нпр, профајлер gprof захтева да програми које покреће буду компатибилни са  gcrt0.